# Vincent Long Van Nguyen
Vincent Long Van Nguyen (wiet. Nguyễn Văn Long; ur. 3 grudnia 1961 w prowincji Đồng Nai) – australijski duchowny rzymskokatolicki wietnamskiego pochodzenia, franciszkanin konwentualny. Biskup diecezji Parramatta od 2016. 

## Życiorys
Urodził się i wychował w Wietnamie, do Australii przybył jako osiemnastolatek jako jeden z tzw. boat people - nielegalnych imigrantów docierających do wybrzeży Australii na prowizorycznych tratwach lub łódkach, z poważnym narażeniem życia. W 1983 wstąpił do klasztoru franciszkanów konwentualnych w Melbourne. 8 grudnia 1984 złożył śluby zakonne, zaś 30 grudnia 1989 otrzymał święcenia kapłańskie, których udzielił mu ówczesny biskup pomocniczy Melbourne George Pell, późniejszy kardynał. Następnie studiował w Rzymie na Papieskim Wydziale Teologicznym św. Bonawentury, a po powrocie do Australii przez 11 lat posługiwał we franciszkańskich parafiach w Nowej Południowej Walii i Wiktorii. 
W 2005 został wybrany prowincjałem swojego zakonu w Australii. W 2008 wyjechał do pracy w domu generalnym zakonu w Rzymie, gdzie pełnił funkcję zastępcy przełożonego generalnego, odpowiedzialnego za prowincje w Azji, Australii i Oceanii. 20 maja 2011 papież Benedykt XVI mianował go biskupem pomocniczym Melbourne ze stolicą tytularną Thala. Sakry udzielił mu 23 czerwca 2011 Denis Hart, arcybiskup metropolita Melbourne. 
5 maja 2016 papież Franciszek mianował go biskupem diecezji Parramatta.